# Flavocrambus striatellus
Flavocrambus striatellus là một loài bướm đêm trong họ Crambidae.